# Londonas

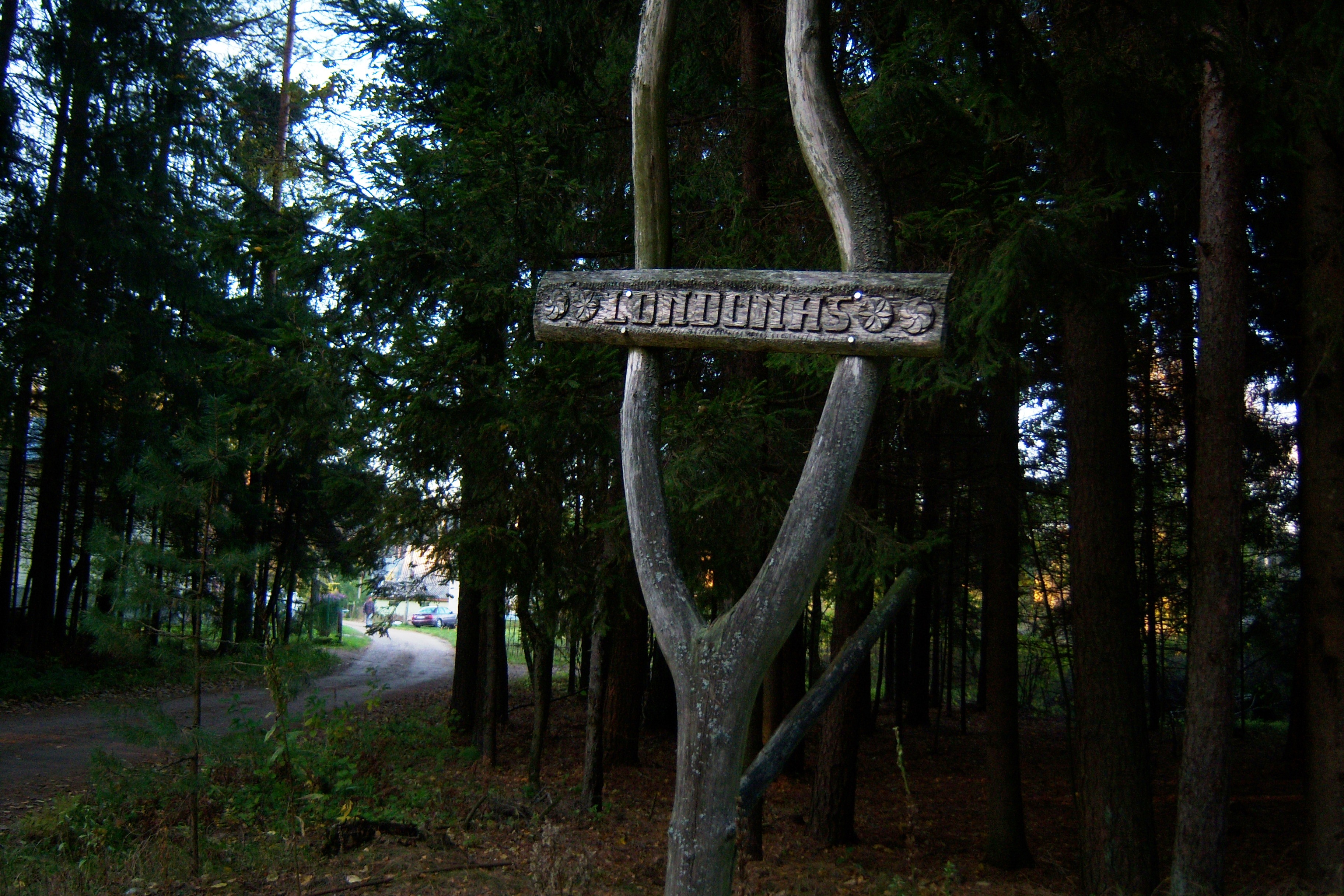
Einfahrt

Londonas (engl. London) ist ein Ort im Unterbezirk Gulbiniškiai, im Amtsbezirk Dumsiai, in der Rajongemeinde Jonava, im Bezirk Kaunas, Litauen. 2016 gab es 14 Einwohner. Am Dorf gibt es die  Fernstraße Magistralinis kelias A6 (Kaunas–Zarasai–Daugpilis).